# Alexios Axuch
Alexios Axuch (mittelgriechisch Ἀλέξιος Ἀξοῦχος; † nach 1167 auf dem Berg Papikion) war ein byzantinischer General unter Kaiser Manuel I.

## Leben
Alexios war der Sohn des Megas Domestikos Johannes Axuch, des engsten Vertrauten von Kaiser Johannes II. und faktischen Regenten zu Beginn der Herrschaft Manuels I., der 1143 den Thron bestiegen hatte. Er war mit Maria Komnena verheiratet, der Tochter von Johannes’ II. ältestem Sohn und Mitkaiser Alexios († 1142).
Als Protostrator (Armeekommandeur) nahm Axuch unter Manuel I. an mehreren Feldzügen teil, darunter an der gescheiterten Invasion des normannischen Apuliens 1157/58 und vermutlich auch am Krieg gegen das Königreich Ungarn acht Jahre später. Für 1165 ist Axuch als Strategos autokrator einer Militärexpedition in Kilikien gegen den Zengiden-Emir Nur ad-Din und den kleinarmenischen Fürsten Thoros II. belegt.
Während seines Aufenthalts in Kleinasien stattete Axuch, der väterlicherseits türkischer Abstammung war, dem Seldschukensultan Kılıç Arslan II. in Ikonion einen Besuch ab. Nach seiner Rückkehr nach Konstantinopel wurde er verdächtigt, gemeinsam mit den Türken eine Revolte gegen Manuel I. zu planen. Als 1167 bekannt wurde, dass Axuch einen seiner Paläste mit eindrucksvollen Bildern von den Schlachten und Siegen des türkischen Sultans – und nicht, wie üblich, des Kaisers – ausgeschmückt hatte, wurde er wegen Majestätsbeleidigung angeklagt. Zusätzlich wurde ihm vorgeworfen, mit Hilfe magischer Praktiken die Kaiserin Maria-Xene an der Geburt eines Thronerben zu hindern. Schon bei den zeitgenössischen Geschichtsschreibern war umstritten, ob die Anschuldigungen gegen Axuch gerechtfertigt waren. Jedenfalls ließ ihn der Kaiser am Leben und verbannte ihn in ein Kloster auf dem Berg Papikion (bei Mosynopolis, heute zu Komotini) in den Rhodopen, wo er einige Zeit später starb.
Der Sohn von Alexios Axuch und Maria Komnena, Johannes Komnenos, genannt „der Dicke“ (ὁ Παχύς), war am 31. Juli 1200 (oder 1201) für einen Tag Gegenkaiser in Konstantinopel gegen Alexios III.